# Pszczelarz (film 2024)
Pszczelarz (ang. The Beekeeper) – brytyjsko-amerykański film akcji z 2024 roku w reżyserii Davida Ayera. W głównej roli wystąpił Jason Statham. Film miał premierę kinową 10 stycznia 2024 roku.

## Fabuła
Adam Clay, agent tajnej jednostki specjalnej, prowadzi spokojne życie na emeryturze, którą spędza na zajmowaniu się pszczołami. Kiedy jego przyjaciółka zostaje oszukana internetowo przez zorganizowaną grupę przestępców, po czym odbiera sobie życie, postanawia on powrotnie chwycić za broń i wymierzyć sprawiedliwość winowajcom. Jego ponowny angaż zawodowy staje się jednak obiektem zainteresowania poważnych ludzi, którzy znając jego historię są gotowi wiele poświęcić, aby się go pozbyć.

## Obsada
- Jason Statham jako Adam Clay
- Emmy Raver-Lampman jako agentka Verona Parker
- Bobby Naderi jako agent Matt Wiley
- Josh Hutcherson jako Derek Danforth
- Jeremy Irons jako Wallace Westwyld
- David Witts jako Mickey Garnett
- Michael Epp jako Pettis
- Taylor James jako Lazarus
- Phylicia Rashad jako Eloise Parker
- Jemma Redgrave jako prezydent Danforth
- Minnie Driver jako dyrektorka Janet Harward
- Don Gilet jako zastępca dyrektora Prigg
- Sophia Feliciano jako Kelly Krane
- Enzo Cilenti jako Rico Anzalone
- Martin Gordon jako Peltz
- Rebecca Jane Hazelwood jako Debbie
- Baba Oyejide jako detektyw Lewis[1]

## Produkcja
Okres zdjęciowy trwał pomiędzy wrześniem a grudniem 2022 roku. Zdjęcia kręcono na terenie Wielkiej Brytanii: w Londynie, na moście Kingsferry na wyspie Sheppey oraz w budynku Tyringham Hall w miejscowości Tyringham, a także w Bostonie w Stanach Zjednoczonych.

## Odbiór

### Box office
Budżet filmu jest szacowany na 40 milionów dolarów. W Stanach Zjednoczonych film zarobił 66,2 mln USD, natomiast w innych krajach przychody wyniosły około 86,5 mln USD, co przenosi się na łączny przychód ze sprzedaży biletów w wysokości blisko 152,7 miliona dolarów.

### Reakcja krytyków
Film spotkał się ze średnią reakcją krytyków. W agregatorze recenzji Rotten Tomatoes 71% z 170 recenzji uznano za pozytywne, a średnia ocen wyniosła 5,9 na 10. Z kolei w agregatorze Metacritic średnia ważona ocen z 37 recenzji wyniosła 54 punkty na 100.